# Ludrová
Ludrová este o comună slovacă, aflată în districtul Ružomberok din regiunea Žilina. Localitatea se află la altitudinea de 567 m deasupra n.m., se întinde pe o suprafață de 5,34 km2 și în 2017 număra 1.012 locuitori. Se învecinează cu Liptovská Štiavnica și Štiavnička.

## Istoric
Localitatea Ludrová este atestată documentar din 1376.

## Demografie
| An:                | 1994 | 2004   | 2014   | 2024   |
| ------------------ | ---- | ------ | ------ | ------ |
| Număr de persoane: | 955  | 982    | 999    | 994    |
| Diferență:         |      | +2,82% | +1,73% | −0,50% |

| An:                | 2023 | 2024   |
| ------------------ | ---- | ------ |
| Număr de persoane: | 981  | 994    |
| Diferență:         |      | +1,32% |